# Operatie Unified Protector
Operatie Unified Protector (OUP) is de codenaam van de NAVO voor een militaire operatie in 2011 ter handhaving van VN Veiligheidsraadsresolutie 1973. De resolutie stelde onder andere de Libische no-flyzone in en had tot doel een einde te maken aan de aanvallen op Libische burgers door de strijdkrachten van Moammar al-Qadhafi.
Deze operatie vond plaats van 23 maart tot 31 oktober 2011 en was gericht op:
- handhaving van het vliegverbod;
- controle op het wapenembargo tegen Libië;
- bescherming van burgers tegen aanvallen van Qadhafi's regeringstroepen.

In februari 2011 begonnen de protesten van Libische burgers tegen het regime van Qadhafi, waarbij in een maand tijd 2000 slachtoffers vielen. De Verenigde Naties namen op 17 maart de resolutie 1973 aan voor het instellen van de no-flyzone. Frankrijk, Groot-Brittannië en de Verenigde Staten voerden vervolgens  lucht- en raketaanvallen uit op de troepen van Qadhafi. Op 22 maart besloot de NAVO om het verbod op wapenleveranties aan Libië af te dwingen, twee dagen later gevolgd door het besluit om ook de militaire taken op zich te nemen.
Officieel ging Operatie Unified Protector op 23 maart van start met de naleving van het wapenembargo. Hierbij patrouilleerden schepen en vliegtuigen van de NAVO op de Middellandse Zee.